# Westland Scout
Westland Scout – lekki brytyjski śmigłowiec wielozadaniowy, produkowany przez firmę Westland Helicopters. Śmigłowce były wykorzystywane przez Army Air Corps podczas wojny falklandzkiej.